# Salvatierra de Esca
Salvatierra de Esca (Salvatierra d'Esca en aragonés) es un municipio y localidad española de la provincia de Zaragoza, en la comunidad autónoma de Aragón. El término municipal, ubicado en la comarca de la Jacetania, tiene una población de 194 habitantes (INE 2024) e incluye también el núcleo de Lorbés.

## Geografía
Salvatierra de Esca es el municipio de la provincia de Zaragoza situado más al norte de la misma, estando actualmente adscrito a la comarca de la Jacetania, al igual que otros pueblos de la provincia de Zaragoza cuyas comunicaciones son más fáciles con Jaca que con Ejea.
Pertenece al partido judicial de Ejea de los Caballeros. Desde el punto de vista eclesiástico, su parroquia forma parte de la diócesis de Jaca que, a su vez, pertenece a la archidiócesis de Pamplona. Su término municipal, por otra parte, incluye la localidad de Lorbés, que ocupa el sector oriental de dicho término.
Tiene así la paradoja de que pertenece judicial y provincialmente a la provincia de Zaragoza, a la vez que desde el punto de vista comarcal su dependencia es con una cabecera de comarca de la provincia de Huesca, mientras que eclesiásticamente no depende en última instancia de la comunidad autónoma de Aragón sino de la de Navarra
Se encuentra en el tramo final del río Esca, que desemboca a su vez en el río Aragón, procedente del Pirineo y atravesando su término de norte a sur, justo a la cola del embalse de Yesa.
A su vez, es el punto de paso para la salida del valle del Roncal, que ocupa el valle del río Esca, formando parte del territorio de Navarra. La separa de territorio navarro la Foz de Burgui, un estrecho desfiladero excavado por el río.
Otros cursos de agua de su término son el arroyo de la Garona, procedente del oeste, que nace entre la sierra de Leyre y la sierra de Illón, y el barranco de Gabarre, procedente del este.
Su término municipal linda por el norte con el de Burgui (en Navarra) por el este con los de Fago y Canal de Berdún, por el sur con el de Sigüés y por el oeste con el de Castillonuevo, igualmente en Navarra.
Aunque buena parte de su término municipal es llano, destacan hacia el sur las alturas de la sierra de Orba, cuyo pico de más altura, el Orba, tiene 1236 m. Su sector norte es igualmente montañoso, destacando el pico de la Virgen de la Peña, con 1291 m, y la Punta de Salarina, con 1044 m.

## Historia
Hasta la reforma de la nomenclatura municipal de 1916 el municipio se llamaba simplemente Salvatierra. En dicha fecha su nombre fue modificado por el de Salvatierra de Escar.

## Demografía
Salvatierra de Esca cuenta con una población de 194 habitantes (INE 2024).
| Gráfica de evolución demográfica de Salvatierra de Esca entre 1842 y 2021 |
| |
| Población de derecho según los censos de población del INE Población de hecho según los censos de población del INEEn estos censos se denominaba Salvatierra: 1842, 1857, 1860, 1877, 1887, 1897, 1900 y 1910 Entre el censo de 1981 y el anterior, crece el término del municipio porque incorpora a 50145 (Lorbés) |

## Comunicaciones
Salvatierra de Esca se encuentra atravesada por la carretera A-137, que desde la N-240 en el tramo entre Berdún y Liédena sube hacia el norte siguiendo el curso del río Esca desde la cola del embalse de Yesa, pasando por Sigüés. Desde Salvatierra la carretera sigue hacia el Pirineo por el valle del Roncal, penetrando en Navarra por la Foz de Burgui para dirigirse hacia Burgui, Roncal, Urzainqui e Isaba, donde finaliza.
Hay igualmente una carretera local, la CV-692, que parte hacia el oeste hasta el límite de Navarra, donde se convierte en la NA-2200, pasando por Castillonuevo para llegar a Bigüézal.
Para terminar, una pista, la CV-917, se dirige desde Salvatierra hacia el este, siguiendo el barranco de Gabarre, para finalizar en el núcleo de Lorbés, aunque un ramal de la misma gira hacia el norte, penetrando en el término de Fago para finalizar cerca del nacimiento del barranco del Sacal, afluente del río Aragón.

## Administración y política
| Período         | Alcalde                     | Partido |  |
| 1957            | Francisco Sampedro          |         |  |
| --------------- | --------------------------- | ------- |  |
| 1979-1983       | Martín Laplaza Loriente     | UCD     |  |
| 1983-1987       |                             |         |  |
| 1987-1991       |                             |         |  |
| 1991-1995       |                             |         |  |
| 1995-1999       | Valerio Bescós Navarro      |         |  |
| 1999-2003       | José Manuel Samitier Hualde |         |  |
| 2003-2007       |                             |         |  |
| 2007-2011       |                             |         |  |
| 2011-2015       | María Pilar Zubiria Lorente | PSOE    |  |
| 2015-2016       | Mariluz Montesino Chimeno   | CHA     |  |
| 2016-2019       | Sagrario Ara Artola         | CHA     |  |
| 2019-actualidad | Juan Carlos Bescós          | PSOE    |  |

| Partido político    | Partido político                                   | 2003   | 2007   | 2011   | 2015   |
| Partido político    | Partido político                                   | Ediles | Ediles | Ediles | Ediles |
|                     | Chunta Aragonesista (CHA)                          | 1      | 1      | —      | 4      |
|                     | Partido de los Socialistas de Aragón (PSOE-Aragón) | 1      | 1      | 4      | 1      |
|                     | Izquierda Unida (IU)                               | —      | —      | 1      | —      |
|                     | Partido Popular de Aragón (PP)                     | —      | —      | —      | —      |
|                     | Partido Aragonés (PAR)                             | 5      | 5      | —      | —      |
| Total de concejales | Total de concejales                                | 7      | 7      | 5      | 5      |

## Monumentos
Salvatierra cuenta con grandes obras importantes en la actualidad, aunque por desgracia, no muy conocidas. Entre ellas destacan el monasterio benedictino de Santa María de Fonfría o Fuenfría que data del año 860 y que actualmente es el monasterio más antiguo de Aragón, aunque lamentablemente está en ruinas.
También destaca el Dolmen de Larra, situado en las cercanías de la plana de Sasi en el monte Virgen de la Peña, el salto de agua de la Garona y el casco urbano declarado conjunto histórico-artístico. Cuenta también con el museo etnológico Santa Ana que se ha llegado a formar gracias a las donaciones de los salvaterranos y salvaterranas que colaboraron ofreciendo diversos objetos. 
Además, Salvatierra cuenta con tres iglesias: la iglesia parroquial de El Salvador de estilo tardogótico, con una torre almenada, cripta románica, un impresionante retablo barroco, sillería del coro de piedra labrada y uno de los órganos más antiguos del Pirineo, del año 1618, recién restaurado; la iglesia del siglo XVIII dedicada a la Virgen del Pilar; y la ermita de la Virgen de la Peña en la cumbre del monte del mismo nombre a 1294 m de altitud, donde se realizan romerías compartidas con las localidades vecinas navarras de Burgui y Castillonuevo.
Por último, cuenta con dos preciosas foces, la Foz de Burgui y la de Sigüés, ambas situadas en el curso del río Esca, la primera contracorriente, en dirección Burgui, y la segunda valle abajo, en dirección Sigüés.